# Thần kinh lang thang
Thần kinh lang thang (tên cũ: thần kinh phế vị, tiếng Anh: vagus nerve, tiếng Pháp:  le nerf vague) là thần kinh sọ thứ mười trong tổng số 12 đôi dây thần kinh sọ, viết tắt là CN X. Thần kinh cho các sợi đối giao cảm đến tim, phổi và ống tiêu hóa. Thần kinh lang thang là dây thần kinh dài nhất của hệ thần kinh tự chủ trong cơ thể người. Phần tận của thần kinh lang thang là nhân hoài nghi.

## Cấu trúc
Sau khi rời khỏi tủy não giữa trám hành và cuống tiểu não dưới, thần kinh lang thang chui qua lỗ tĩnh mạch cảnh, sau đó đi vào bao cảnh giữa các động mạch cảnh trong và tĩnh mạch cảnh trong xuống cổ, ngực và bụng, và chi phối một phần nội tạng, và kết thúc tại đại tràng. Bên cạnh việc tạo ra các sợi ra để chi phối cơ quan khác nhau, 80% đến 90% số sợi trong dây thần kinh lang thang là sợi hướng tâm, chủ yếu truyền thông tin cảm giác về trạng thái các cơ quan trong cơ thể đến hệ thần kinh trung ương.
Thần kinh lang thang phải tạo nhánh là thần kinh thanh quản quặt ngược phải, vòng quanh động mạch dưới đòn phải và đi vào cổ ở vị trí giữa khí quản và thực quản. Sau đó, thần kinh lang thang phải đi qua trước động mạch dưới đòn phải, chạy về phía sau tĩnh mạch chủ trên, đi xuống phía sau phế quản chính phải, và tạo thành đám rối tim, phổi và thực quản. Nó tạo thành thân lang thang sau ở phần dưới của thực quản và đi vào cơ hoành thông qua lỗ thực quản.
Thần kinh lang thang trái đi vào lồng ngực giữa động mạch cảnh chung trái và động mạch dưới đòn trái và đi xuống trên cung động mạch chủ. Nó cho nhánh thần kinh thanh quản quặt ngược trái, vòng quanh cung động mạch chủ, sau đó đi bên trái dây chằng động mạch và đi lên ở vị trí giữa khí quản và thực quản. Thần kinh lang thang trái tiếp tục cho các nhánh tham gia đám rối tim, đám rối ngực và đám rối phổi, sau đó tiếp tục cho các nhánh vào đám rối thực quản. Cuối cùng thân lang thang trước tiến vào cơ hoành và xuyên qua lỗ thực quản.

### Nhánh
- Nhánh hầu của thần kinh lang thang
- Thần kinh thanh quản trên
- Nhánh tim cổ trên của thần kinh lang thang
- Nhánh tim cổ dưới của thần kinh lang thang
- Thần kinh thanh quản quặt ngược
- Các nhánh tim ngực
- Các nhánh đến đám rối phổi
- Các nhánh đến đám rối thực quản
- Thân lang thang trước
- Thân lang thang sau
- Phản xạ Hering-Breuer trong phế nang [3]

Thần kinh lang thang chạy song song với động mạch cảnh chung và tĩnh mạch cảnh trong, bên trong bao cảnh.

### Nhân
Thần kinh lang thang bao gồm các sợi trục phát sinh hoặc hội tụ vào bốn nhân của tủy sống:
1. Nhân thần kinh lang thang - gửi sợi ra đối giao cảm đến nội tạng, đặc biệt là ruột
2. Nhân hoài nghi - tạo ra các sợi vận động từ nhánh của thần kinh lang thang và neuron phó giao cảm trước hạch chi phối tim
3. Nhân bó đơn độc - nhận thông tin cảm giác vị giác và từ các cơ quan nội tạng
4. Nhân gai sinh ba - nhận thông tin cảm giác thô, đau, và nhiệt của tai ngoài, màng cứng của hố sọ sau và niêm mạc thanh quản.

## Phát triển
Sợi vận động của thần kinh lang thang có nguồn gốc từ tấm đáy của phôi hành não. Sợi cảm giác bắt nguồn từ mào thần kinh sọ (cranial neural crest).

## Chức năng
Thần kinh lang thang cho các sợi phó giao cảm vận động cho tất cả các nội tạng (trừ tuyến thượng thận), từ cổ xuống đến đoạn thứ hai của đại tràng ngang.Thần kinh lang thang cũng chi phối một số cơ xương, bao gồm:
- Cơ nhẫn giáp
- Cơ nâng màn hầu trong
- Cơ vòi hầu
- Cơ khẩu cái-lưỡi
- Cơ khẩu cái-hầu
- Cơ khít hầu trên, giữa và dưới
- Các cơ của thanh quản (nói).

Thần kinh lang thang còn chi phối nhịp tim, nhu động đường tiêu hóa, đổ mồ hôi và nhiều cử động cơ trong miệng, chẳng hạn như hoạt động nói (nhờ dây thần kinh thanh quản quặt ngược). Nó cũng có một số sợi hướng tâm chi phối phần bên trong (ống tai) của tai ngoài (thông qua nhánh tai, hay thần kinh của Arnold hoặc Alderman) và chi phối một phần màng não.
Các sợi ly tâm của thần kinh lang thang chi phối hầu họng và sau cổ họng. Đây là nguyên nhân gây ra phản xạ họng. Ngoài ra, kích thích thần kinh lang thang liên quan đến receptor 5-HT3 trong ruột (do viêm dạ dày ruột) là một nguyên nhân gây nôn. Kích thích thần kinh lang thang trong cổ tử cung (ở một số phương pháp y học) có thể dẫn đến phản xạ ngất (reflex syncope).
Thần kinh lang thang đóng một vai trò tạo cảm giác no sau khi ăn. Loại bỏ các thụ thể thần kinh lang thang đã được chứng minh là gây ra chứng ăn nhiều.

### Hiệu ứng thể chất và cảm xúc
Kích hoạt quá mức thần kinh lang thang trong tình trạng căng thẳng cảm xúc, hệ phó giao cảm sẽ bù đắp lại phản ứng của hệ thần kinh giao cảm (vốn đang gây căng thẳng),  có thể gây ra ngất do co mạch do giảm cung lượng tim (cardiac output) đột ngột, gây ra tình trạng giảm tưới máu não. Phản xạ ngất hay gặp ở trẻ nhỏ và phụ nữ nhiều hơn các nhóm khác, có thể dẫn đến mất kiểm soát bàng quang tạm thời khi gặp tình huống cực kỳ sợ hãi.
Nghiên cứu đã chỉ ra rằng phụ nữ bị chấn thương tủy sống hoàn toàn có thể đạt cực khoái thông qua thần kinh lang thang, do thần kinh đi từ tử cung và cổ tử cung lên não.
Insulin là tín hiệu kích hoạt adenosine triphosphate (ATP) nhạy cảm với kênh kali (KATP) trong nhân cung của hành não, làm giảm lượng AgRP giải phóng. Nhờ tín hiệu trong thần kinh lang thang, chi phối gan giảm sinh glucose bằng cách giảm nồng độ các enzyme gluconeogenic (enzyme tân tạo đường) như: Phosphoenolpyruvate carboxykinase, Glucose 6- phosphatase.

## Hình minh họa

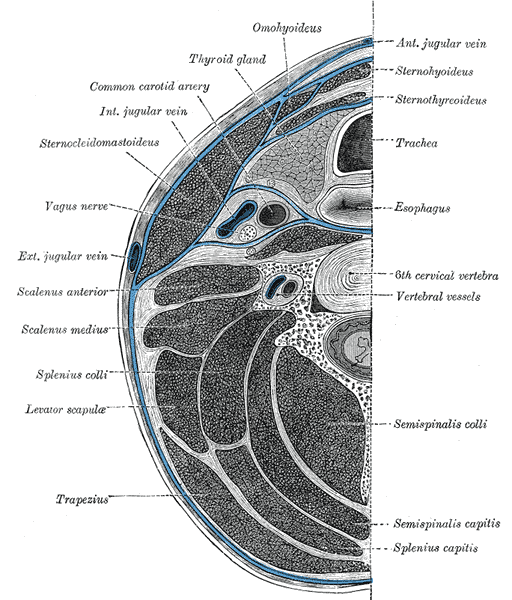
Thiết đồ cắt ngang cổ, ở mức đốt sống cổ 6
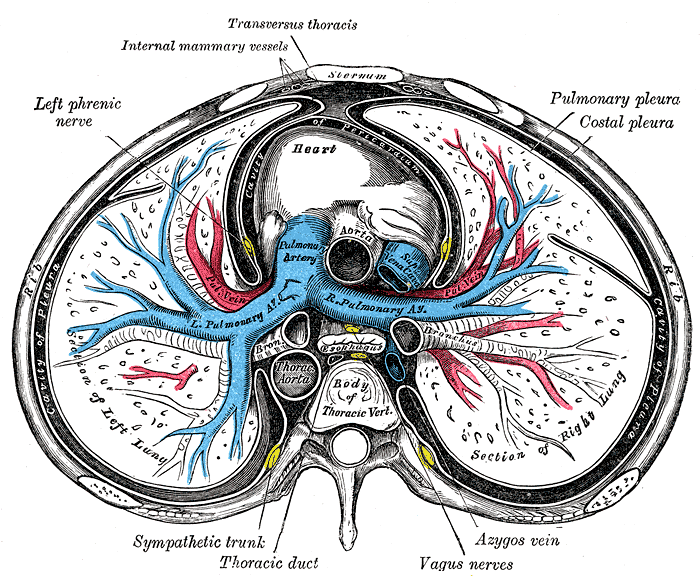
Mặt cắt ngang của ngực, bộc lộ liên quan của động mạch phổi
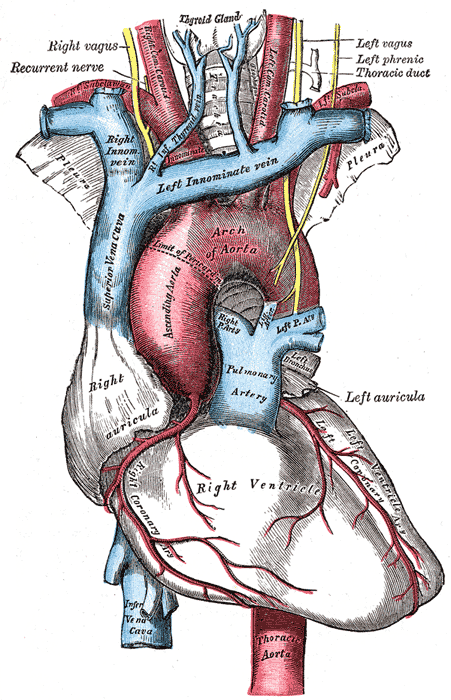
Cung động mạch chủ và các nhánh của nó
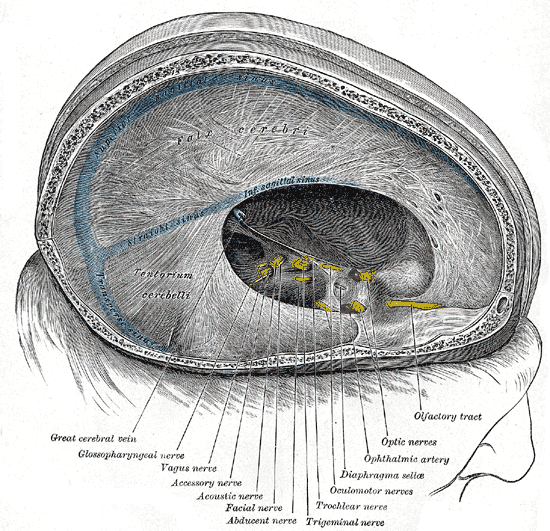
Màng cứng (cắt bỏ một phần nửa bên phải hộp sọ và não)
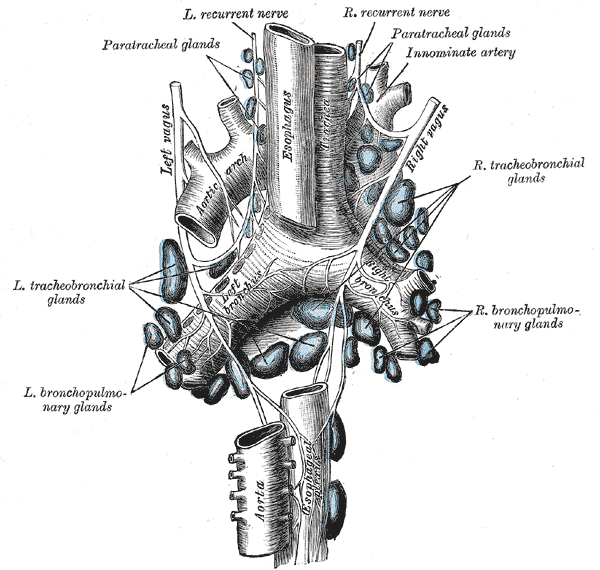
Các tuyến bạch huyết khí quản
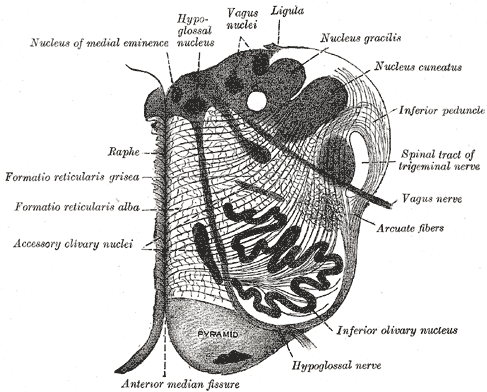
Phần hành tủy ở khoảng giữa trám hành
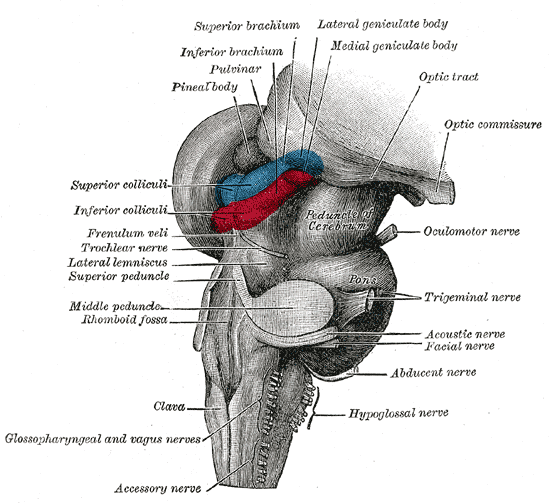
Trung não; nhìn từ sau-ngoài
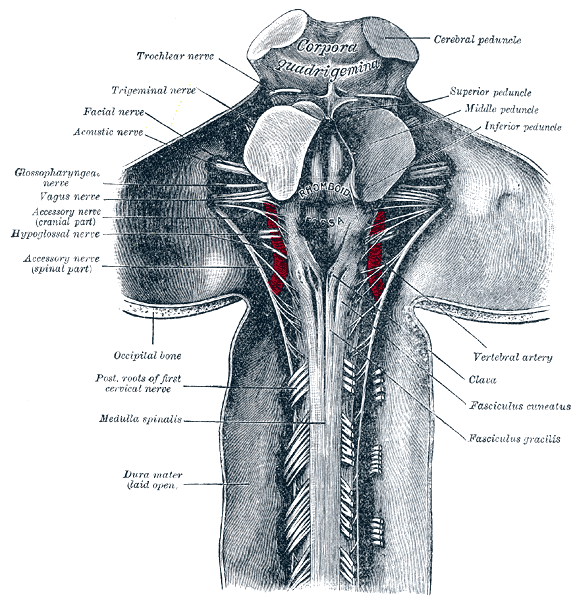
Phần trên của tủy sống và não giữa; nhìn từ sau, bộc lộ tại chỗ
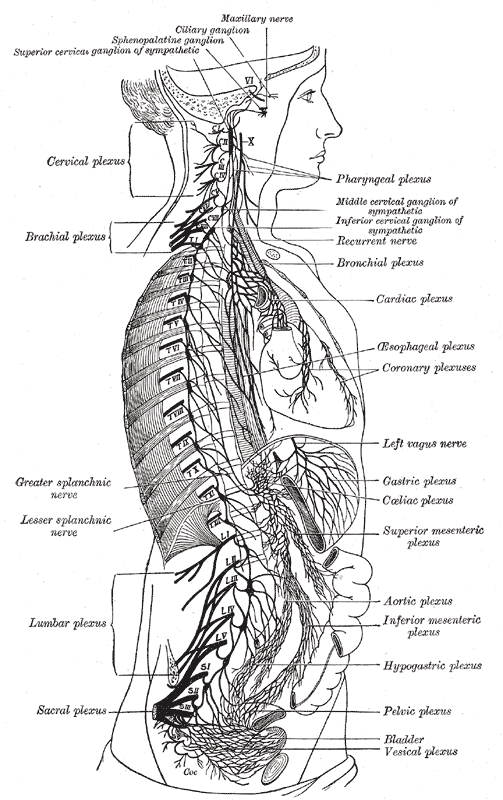
Chuỗi hạch giao cảm phải và các ngành nối với đám rối ngực, bụng và chậu
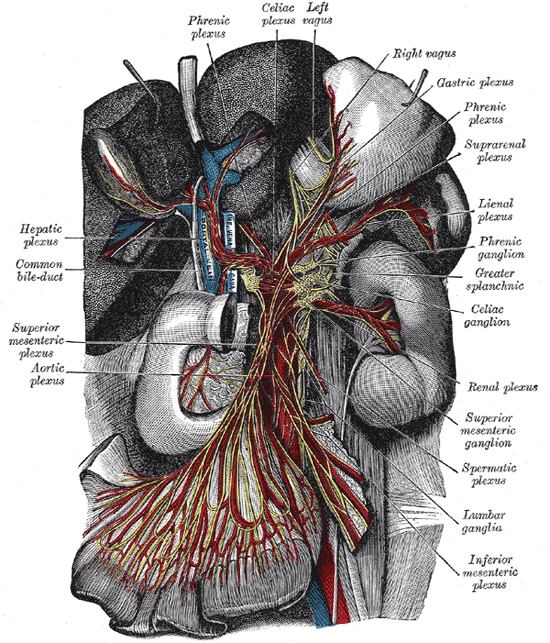
Hạch tạng với đám rối giao cảm của nội tạng bụng tỏa ra từ hạch
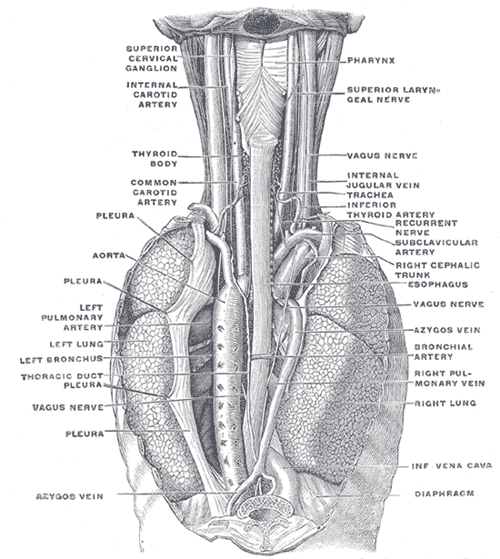
Vị trí và liên quan của thực quản ở vùng cổ và trung thất sau, nhìn từ phía sau
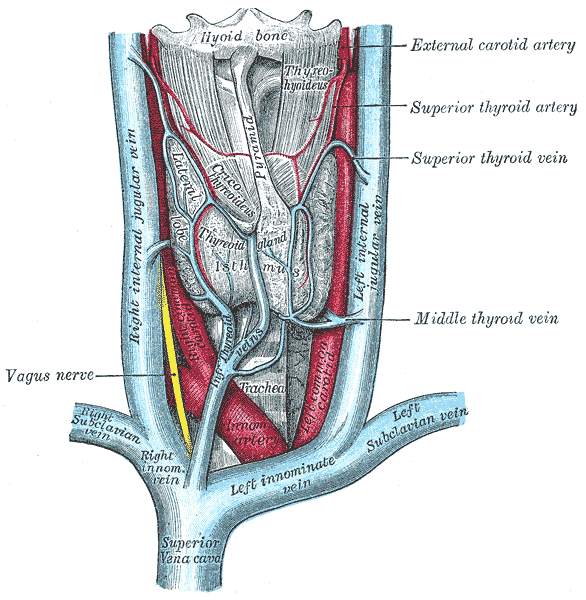
Tuyến giáp và liên quan
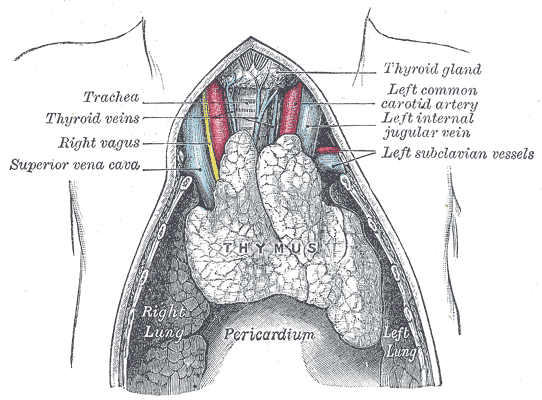
Tuyến ức của thai nhi đủ tháng, bộc lộ tại chỗ
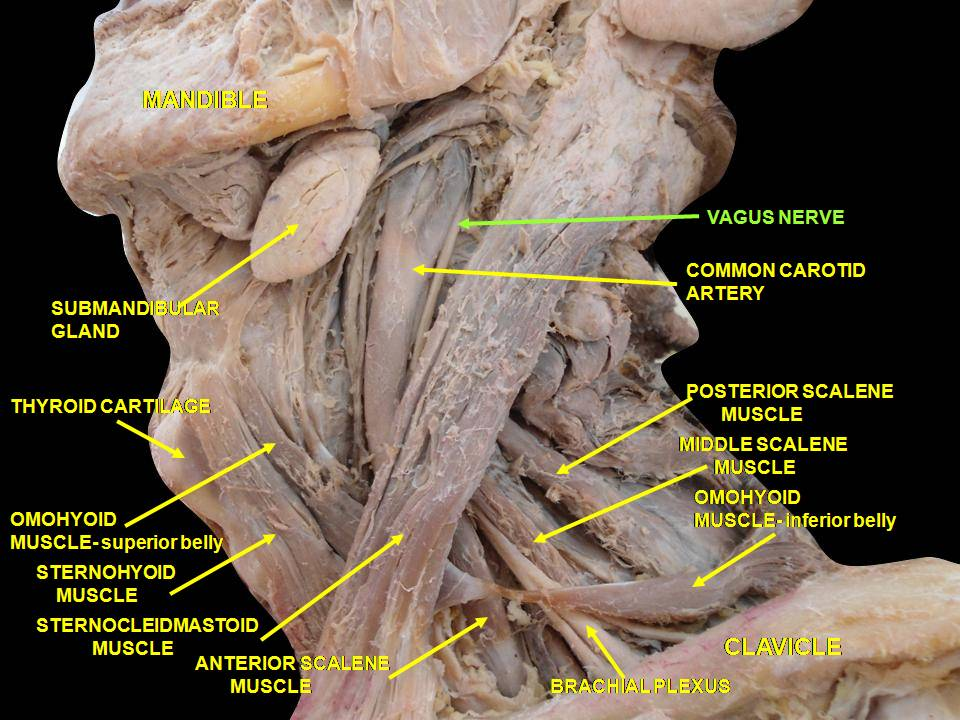
Phẫu tích sâu thần kinh lang thang
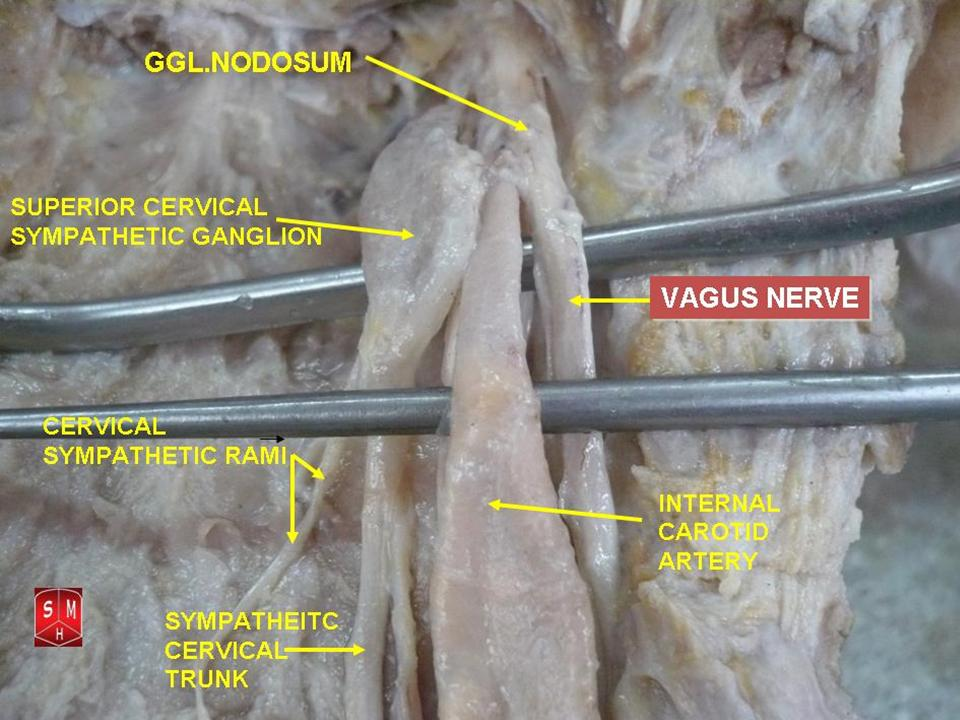
Thần kinh lang thang - phẫu tích
12 đôi dây thần kinh sọ ở người